# زبان‌های تای جنوب غربی
زبان‌های تای جنوب غربی (انگلیسی: Southwestern Tai languages) یا زبان‌های تای یک شاخه موجود از زبان‌های تای در جنوب شرق آسیا هستند.